# Rie Yasumi
Rie Yasumi (Japans: やすみ りえ) echte naam Rieko Yasumi (Japans: 休 理英子) (Kobe, 1 maart 1972) is een Japans senryu-dichteres. Ze studeerde aan de Universiteit Otemae.